# Riihimäki
Riihimäki je město ve Finsku. Nachází se v provincii Kanta-Häme 70 km severně od Helsinek a žije v něm okolo třiceti tisíc obyvatel, 97 procent z nich hovoří finsky. Do roku 1922 bylo součástí obce Hausjärvi, roku 1960 obdrželo městská práva. Rozvoj města je spojen s železniční dopravou (leží na nejstarší finské trati vedoucí z Helsinek do Hämeenlinny) a s průmyslem. Sídlila zde do roku 1990 sklářská firma Riihimäen Lasi, v současnosti dominuje výroba nářadí (Würth) a zbraní (SAKO). K místním pamětihodnostem patří muzeum sklářství, muzeum myslivosti a nejvyšší vlajkový stožár ve Finsku.

## Osobnosti města
- Ragnar Granit, nositel Nobelovy ceny za medicínu
- Pekka Vasala, běžec
- Päivi Räsänenová, politička
- Renny Harlin, režisér
- Jukka Jalonen, hokejista